# Tecnología de utilidad general
Las Tecnologías de utilidad general (GPT, por sus siglas en inglés de General purpose technologies) son tecnologías que pueden afectar una economía entera (normalmente a nivel nacional o global). Las GPT tienen el potencial de alterar drásticamente las sociedades a través de su impacto en las estructuras económicas y sociales preexistentes. Ejemplos de GPT son la máquina de vapor, el ferrocarril, la electricidad, la electrónica, los mecanizados, el automóvil, la informática e Internet.